# Шандор Шалаи
Шандор Шалаи (мађ. Sallai Sándor; Дебрецен, 26. март 1960) је бивши мађарски фудбалер који је играо на професионалном и међународном нивоу као одбрамбени играч.

## Каријера

### Клуб
Године 1976. постао је фудбалер Дебрецина. У првом тиму Дебрецена дебитовао је две године касније и убрзо постао стални члан тима као десни бек. Са својим играма у тиму Дебрецена је обезбедио себи позив у репрезентацију Мађарске 1981. године. Године 1983, током служења војног рока, био је у Националној гарди Будимпеште и више се није вратио у родни град. Био је члан Хонведових успеха осамдесетих, освојио је 5 титула првака и 2 победе купу. Године 1990. потписао је уговор са тимом СР Делемонт из Швајцарске.
Полиција га је испитивала као осумњиченог због криминалног „случаја крзна” везаног за првенствену утакмицу Бп Хонвед-ДМВСЦ (1 : 1) одиграну 26. априла 1986. године.

### Репрезентација
За репрезентацију Мађарске је дебитовао 1981. године, и одиграо је 55 утакмица и постигао један гол, све до 1989. године. Шалаи је био учесник ФИФА Светских првенстава 1982. и 1986. где Мађарска у оба наврата није успела да напредује из прве фазе.

## Достигнућа
Хонвед
- Прва лига Мађарске у фудбалу: 
  - шампион: 1983/84, 1984/85, 1985/86, 1987/88, 1988/89
- Куп Мађарске у фудбалу:
  - првак: 1984/85, 1988/89
  - финалиста: 1987/88